# گویم‌تالا
گویم‌تالا (به لاتین: Göyəmtala) یک منطقه مسکونی سابق در جمهوری آذربایجان است که در شهرستان بالاکن واقع شده است.